# Nòverca
Nòverca S.r.l. (originariamente e-Seed Telecommunications S.p.A.) è stata una società di telecomunicazioni italiana che operava nel settore della telefonia mobile come operatore virtuale di rete mobile sulla rete di TIM.
Precedentemente parte del Gruppo Acotel, nel 2016 è stata ceduta al Gruppo Telecom Italia, che nel 2017 le ha affidato il controllo di Kena Mobile.
Nel 2019 è avvenuta la fusione per incorporazione di Nòverca in TIM.

## Storia
La società nasce nel 2000 con il nome di e-Seed da Angel Ventures di Gianfilippo Cuneo. Si trattava di un'azienda operante nel settore della televisione interattiva.
Nel 2001 viene acquistata, inizialmente per il 50% e successivamente al 100%, dal Gruppo Acotel.
Nel 2006 diventa Nòverca (il nome è una sincrasi, erroneamente presentata come crasi nella comunicazione, tra NOVità e ricERCA, e il relativo logo è una stilizzazione del nome con la "o" che rappresenta un omino che telefona), lanciando un software di messaggistica istantanea e VoIP che sfruttava il protocollo SIP.
Nel 2008 si avvia una collaborazione industriale tra il Gruppo Acotel e il gruppo bancario Intesa Sanpaolo, che prevedeva l’acquisto da parte di Intesa Sanpaolo del 4,75% del capitale sociale del Gruppo Acotel, l’ingresso di Intesa Sanpaolo con il 10% nella compagine sociale di Nòverca, e la costituzione di una nuova società denominata Nòverca Italia alla quale Nòverca e Intesa Sanpaolo parteciperanno rispettivamente al 66% e al 34% del capitale sociale. Nòverca Italia opererà sul mercato italiano come Mobile Virtual Network Operator (MVNO).
Il debutto sul mercato è avvenuto il 30 marzo 2009. L'offerta, inizialmente dedicata ai soli clienti consumer, è stata estesa da maggio 2011 anche alla clientela business.
I prefissi delle SIM di Nòverca, denominate Extended SIM 2.0, appartenevano alla quinta decade del 350 (ovvero 350–5). Nel periodo antecedente alla conversione in Full MVNO, i prefissi emessi appartenevano alla settima decade del 370 (ovvero 370–7) in quanto derivano da quelli di cui TIM (operatore di supporto) è assegnataria per i propri ESP MVNO.
La commercializzazione della SIM Nòverca è stata resa disponibile, oltre che dal sito dell'operatore, anche dal sito di Terrecablate e dal sito di Rabona Mobile (quest'ultimo venduto con opzioni ad hoc), anche attraverso i punti vendita SISAL e Lottomatica attraverso l'acquisto di un codice PIN donato al tuo ordine sul sito stesso, in assenza di pagamento con carta di credito.
Le modalità di ricarica disponibili erano:
- da cellulare, utilizzando il codice di ricarica acquistabile presso i punti SISAL e Lottomatica Servizi;
- con i servizi di mobile banking;
- presso gli sportelli ATM delle banche del gruppo Intesa Sanpaolo;
- dal sito tramite carta di credito.

A maggio 2013 Intesa Sanpaolo ha lasciato la società.
In data 9 gennaio 2015 Telecom Italia e Nòverca hanno annunciato il trasferimento a TIM dei circa 170.000 clienti consumer attivi di Nòverca a seguito della decisione di Nòverca di concentrarsi esclusivamente sulle attività di Mobile Virtual Network Aggregator (MVNA), integrando l'attività già presente di Mobile Virtual Network Enabler (MVNE).
Dal 1º febbraio 2015, in forza di tale accordo, tutti i clienti Nòverca sono diventati automaticamente clienti TIM, potendo però continuare ad utilizzare i servizi Nòverca senza alcuna modifica fino al 7 maggio 2015. A tutti i clienti è stata data la possibilità di recarsi presso i punti vendita TIM tra 4 febbraio 2015 e 2 maggio 2015, per effettuare la portabilità del numero a condizioni agevolate su una nuova SIM TIM e continuare ad utilizzare i servizi di radiomobile a condizioni economiche pressoché invariate anche dopo la cessazione definitiva dei servizi sulla SIM Nòverca, fatte salve le la facoltà del cliente di effettuare la portabilità verso qualsiasi altro operatore alle condizioni attuali, ovvero di recedere integralmente e senza spese dal contratto di fornitura dei servizi radiomobili.
Dal 7 maggio 2015 Nòverca ha smesso di fornire i propri servizi di comunicazione mobile e personale agli utenti consumer e business, ma ha continuato a fornire servizi di comunicazione mobile per tutti i contratti esistenti e futuri con il mondo degli MVNO in qualità di fornitore di MVNA e MVNE.
Il 1º novembre 2016 Nòverca è stata ceduta al Gruppo Telecom Italia e Nòverca Italia è stata messa in liquidazione.
Oltre a proseguire le attività di MVNE/MVNA, il 29 marzo 2017 Nòverca ha lanciato il marchio Kena Mobile.
Il 31 ottobre 2019 viene stipulato l'atto di fusione per incorporazione di Nòverca in TIM, con la conseguente cessione del marchio Kena Mobile a TIM.

## Attività
Dal 2008 al 2013 ha operato sul mercato come Mobile Virtual Network Operator (MVNO) su rete TIM, prima come ESP MVNO e poi come Full MVNO.
Da settembre 2013 è entrata nel settore degli Mobile Virtual Network Aggregator (MVNA), integrando la già presente attività da Mobile Virtual Network Enabler (MVNE). In questo modo il gestore forniva un'offerta di accesso wholesale a tutte le società che desiderino entrare come MVNO nel mondo delle telecomunicazioni, mettendo a loro disposizione la sua piattaforma tecnologica.
La società, oltre a proseguire le attività di MVNE/MVNA, lanciò, il 29 marzo 2017, il marchio Kena Mobile, sfruttando la rete GSM-UMTS-LTE di TIM.
Dal 1 novembre 2019, a seguito della fusione per incorporazione di Nòverca in TIM, Kena Mobile è passata sotto il controllo di TIM.